# Олга (планина)
Олга или Ката Тјута је планина и скуп црвених камених купола. Налази се 365 km југозападно од града Алис Спрингс на Северној територији у централној Аустралији. Планина Олга и пешчана стена Улуру су две знаменитости Националног парка Улуру Ката Тјута.
Планину Олга чине 36 куполе које се простиру на 21,38 km². Висока је 1.066 метара. До планине се може стићи преко Аеродроме Ајрс Рок, а одтле се иде 55 км јужно до одредишта. Посетиоци су дужни да за улаз у парк плате 25 долара по особи. 

## Име
Планина Олга добила је име на инсистирање барона Фердинанда фон Милера. Истраживач Ернест Џајлс је 1872. године врх назвао по руској принцези Олги Николаевној, ћерки руског цара Николаја I и жени краља немачке државе Виртемберг Карлу I. Она и њен муж Карло су на 25 година од њиховог венчања одлучили да Фердинаду Милеру дају титулу барона. То је била њихова захвалност зато што је планина добила име по краљици Олги. У почетку се веровало да је Ернест Џајлс који је новооткривеним пределима често давао имена по владарима, дао име по шпанској краљици Олги. Међтутим, пошто шпанска краљица Олга није постојала, та тврдња је касније одбачена. Да се ради о војвоткињи Олги Николаевној утврђено је 1981. године када је у државном архиву у Штутгарту пронађен запис који је открио да је реч о жени Карла Виртемберга.

Када их је отркио 1872. године године Ернест Џајлс је рекао да:
изгледају као велики ружичасти сногови стена који се наслањају једни на друге
Абориџинско име за планину је Ката Тјута што у преводу значи „много глава“. Дана 15. децембра 1993. године усвојена је политика двојезичног именовања у Аустралији, на абориџинском и енглеском језику. Као резултат тога, Планина Олга је преименована у планина Олга/Ката Тјута, да би дана 6. новембра 2002. године, након захтева од стране регионалне туристичке асоцијације, редослед имена био замењен у Ката Тјута/Планина Олга.

## Настанак
Планина Олга је настала пре много милиона година и била масив под морем. Временом је море ишчезло, а стене су под утицајем временских прилика добиле облик купола, док су се мекше стене претвориле у море песка. Планина је састављена од базалта, порфира, гранита, вулканског камења, гнајса и других манеих стена. Богата је и минералима кварца, ортокласа и др.

## Флора и фауна
Лишајеви црвене, зелене и наранџасте боје прекривају стене.У овим пределима годишње падне само око 200 mm кише, али је и то довољно да се испуне пукотине што проузрокује да се обликују базени у стенама које се могу дуго задржати у стеновитим планинама каква је Олга. Управо та вода омогућује живот великом броју биљака као што је Santalum acuminatum која има плавозелене листове и црвене јестиве плодове.
У стенама се крије велики број змија и гуштера, а папагаји се веома брзо размножају и могу се видети како лете у јату. Поред њих ту се могу видети јастребови и орлови.
Гудуре ове планине крију велики број пећина које краси мноштво легенди. По легенди Абориџина једна од њих је скровиште змија Вананпија која бљује ударе ветра у случају да неко прекрши племенске законе. Огромне куполе на западној страни представљају људождере Пунгалунге.

## Галерија
- Поглед из космоса